# جولی دویل
جولی دویل (انگلیسی: Julie Doyle؛ زادهٔ ۳۱ دسامبر ۱۹۹۶) بازیکن فوتبال اهل ایالات متحده آمریکا است.
از باشگاه‌هایی که در آن بازی کرده‌است می‌توان به اسکای بلو اف‌سی اشاره کرد.
وی همچنین در تیم‌های ملی فوتبال United States women's national under-20 soccer team و زیر ۲۳ سال زنان ایالات متحده آمریکا بازی کرده‌است.